# Quaestio (Literaturgattung)
Quaestio (lateinisch „Frage“) bezeichnet eine Untereinheit einer quaestiones genannten wissenschaftlichen Abhandlung. In der Scholastik des Mittelalters war diese literarische Form weit verbreitet. Sie ist angelehnt an eine Lehrpraxis an den mittelalterlichen Universitäten. Das vielleicht bekannteste Beispiel ist die monumentale Summa theologica des Thomas von Aquin, die aus über 1000 einzelnen Quaestiones besteht.

## Struktur
Quaestionen haben folgende Grundstruktur: 
(1) die quaestio (die Frage, das Problem)
(2) Argumente in logischer Form für das Pro und Contra
(3) Auflösung der quaestio (determinatio) sowie der Argumente der Gegenposition als ungültige oder Trugschlüsse, bei denen z. B. eine Mehrdeutigkeit in den Prämissen vorkommt.
Der typische Aufbau einer quaestio soll im Folgenden am Beispiel der ersten Quaestio der Summe der Theologie dargestellt werden: 
Der Titel der quaestio ist die Frage, um die es im Folgenden gehen soll, im Falle des Beispiels utrum sit necessarium, praeter philosophicas disciplinas, aliam doctrinam haberi – „ob man neben der Philosophie noch eine weitere Wissenschaft brauche“ (gemeint ist die Theologie).
Es folgen die so genannten objectiones (Einwände). Ein erster Einwand wird mit videtur („es scheint“) eingeleitet, weitere mit praeterea („außerdem“) angeschlossen. Diese Einwände scheinen eine bestimmte Antwort auf die Frage nahezulegen. Diese ist jedoch nicht die, die der Autor später geben wird. Der erste Einwand im Beispiel lautet, dass es von Dingen, welche die Vernunft übersteigen, keine Wissenschaft geben kann. 
Der nächste Abschnitt beginnt mit sed contra („aber dagegen (spricht)“). Es wird eine Autorität zitiert, d. h. entweder die Bibel oder ein Kirchenvater. Diese Autorität gibt eine den Objectiones entgegengesetzte Antwort. Im Beispielfall wird der Apostel Paulus zitiert (2. Tim. 3, 16), der sagt, dass die Bibel Gegenstand der Lehre und der Argumentation sei.
Darauf formuliert der Autor seine eigene Antwort, die mit dem sed contra übereinstimmt und den objectiones widerspricht. Dieser Teil beginnt mit respondeo („ich antworte“). Thomas argumentiert im Beispiel, dass die richtige Orientierung auf Gott hin, von der ja das menschliche Heil abhänge, die Erkenntnis dessen, was Gott will, voraussetze. Diese Erkenntnis werde aber über eine Wissenschaft vermittelt, eben die Theologie.
Am Schluss werden mit ad primum, ad secundum die vorher aufgestellten objectiones einzeln widerlegt. Thomas antwortet beispielsweise auf den oben angeführten Einwand, dass zwar Gottes Wille die Vernunft übersteigt, dass dem Menschen aber die Offenbarung gegeben sei, um selbigen zu ergründen.